# HP 200LX
Der HP 200LX ist ein persönlicher digitaler Assistent (PDA) von Hewlett-Packard, der im August 1994 auf den Markt kam. Aufgrund seiner geringen Größe wird er der Kategorie Palmtop PC (englisch: in the palm of your hand) zugeordnet. Das Gerät erlangte viel Aufmerksamkeit in der Fachwelt, da die meisten anderen PDAs mit einem funktional nicht erweiterbaren Betriebssystem ausgeliefert werden, während der HP 200LX über eine vollständige MS-DOS 5.0-Installation verfügt.

## Ausstattung

### Hardware
Der HP 200LX arbeitet mit einem Intel 80186-kompatiblen, „Hornet“ genannten Prozessor, welcher mit ~7,91 Megahertz läuft und auf bis zu 15,8 MHz übertaktet werden kann. Es wurden verschiedene Modelle produziert, alle mit jeweils 1, 2 oder 4 MB Arbeitsspeicher, wovon jedoch nur 640 KB durch das Betriebssystem verwendet werden kann. Der verbleibende Speicher wird dem Benutzer als zusätzliches Laufwerk zur Verfügung gestellt, das er für die Ablage seiner Daten nutzen kann. Da der HP 200LX mit einem vollwertigen MS-DOS 5.0-Betriebssystem ausgeliefert wurde, kann er praktisch jedes Programm ausführen, das auch auf einem größeren PC laufen würde, solange der Programmcode für die Intel 8086-, 8088- oder 80186-CPU geschrieben wurde und die CGA-Grafik verwendet wird. Benutzereingaben erfolgen über eine QWERTZ-Tastatur mit Ziffernblock.

### Software
Der HP 200LX wurde mit einer von HP entwickelten namenlosen Softwarebibliothek ausgeliefert, die im ROM-Speicher des Geräts enthalten ist. Sie umfasst die Tabellenkalkulation Lotus 1-2-3, einen Kalender, ein Telefonbuch, eine Eingabeaufforderung, das LAN-Mail-Programm Lotus cc:Mail, einen wissenschaftlichen/geschäftlichen Taschenrechner und eine leistungsfähige Applikation für das Erstellen und Verwalten von Datenbanken. Mit einer großen CompactFlash-Speicherkarte kann Microsoft Windows 3.0 auf dem Gerät ausgeführt werden.

## Heutige Verwendung
Aufgrund seiner softwareseitigen Erweiterbarkeit wird der HP 200LX noch heute (Stand Ende 2022) von größeren Nutzergruppen regelmäßig zu geschäftlichen und privaten Zwecken genutzt, insbesondere in den USA.